# Поэма в прозе
Поэма в прозе — литературный жанр, одна из прозаических форм. С собственно поэмой сближает, в противоположность роману, кратковременность или фрагментарность действия, а также специфические для поэмы пафос и фабула. Иногда произведения, воспринимаемые как роман, можно при желании отнести к поэмам в прозе, и наоборот. Как правило, отнесение конкретного произведения к данному жанру — дело автора. В литературоведческом смысле симметрична роману в стихах. Также поэма в прозе близка к стихотворению в прозе, так же как и роман близок к повести.
Широко известные примеры поэм в прозе — «Мёртвые души» Н. В. Гоголя и «Москва — Петушки» Венедикта Ерофеева.